# 1970年のMLBドラフト
1970年のMLBドラフト（1970 First-Year Player Draft）とは、1970年6月に行われたMLBのアマチュアドラフトである。

## 1巡目指名
|  | = オールスターゲーム選出 |

| 順位 | 選手                     | チーム                         | 守備位置 | 学校                             |
| ---- | ------------------------ | ------------------------------ | -------- | -------------------------------- |
| 1    | マイク・アイビー         | サンディエゴ・パドレス         | 捕手     | ウォーカー高校                   |
| 2    | スティーブ・ダニング     | クリーブランド・インディアンス | 投手     | スタンフォード大学               |
| 3    | バリー・フット           | モントリオール・エクスポズ     | 捕手     | スミスフィールド・セルマ高校     |
| 4    | ダレル・ポーター         | ミルウォーキー・ブルワーズ     | 捕手     | サウスイースト高校               |
| 5    | マイク・マーティン       | フィラデルフィア・フィリーズ   | 投手     | オリンピア高校                   |
| 6    | バッキー・デント         | シカゴ・ホワイトソックス       | 三塁手   | サザン大学                       |
| 7    | ランディ・スカーベリー*  | ヒューストン・アストロズ       | 投手     | ルーズベルト高校                 |
| 8    | レックス・グッドソン     | カンザスシティ・ロイヤルズ     | 投手     | パインツリー高校                 |
| 9    | ジム・ハラー             | ロサンゼルス・ドジャース       | 投手     | クレイトンプレップ高校           |
| 10   | ポール・デード           | カリフォルニア・エンゼルス     | 三塁手   | ナタン・ヘイル高校               |
| 11   | ジム・ブラウニング       | セントルイス・カージナルス     | 投手     | エマ・サンソム高校               |
| 12   | デーブ・チードル         | ニューヨーク・ヤンキース       | 投手     | アッシュビル高校                 |
| 13   | ジョン・ベダード         | ピッツバーグ・パイレーツ       | 投手     | スプリングフィールド・テック高校 |
| 14   | チャールズ・マクスウェル | ワシントン・セネタース         | 三塁手   | ゼイン・トレイス高校             |
| 15   | ゲイリー・ポルツィンスキ | シンシナティ・レッズ           | 遊撃手   | ナタン・ヘイル高校               |
| 16   | ジミー・ハッカー*        | ボストン・レッドソックス       | 遊撃手   | テンプル高校                     |
| 17   | ジョン・ダックイスト     | サンフランシスコ・ジャイアンツ | 投手     | セントオーガスティン高校         |
| 18   | ダン・フォード           | オークランド・アスレチックス   | 外野手   | フレモント高校                   |
| 19   | ジーン・ハイザー         | シカゴ・カブス                 | 外野手   | メリーランド大学                 |
| 20   | テリー・マッピン         | デトロイト・タイガース         | 捕手     | ダーレット高校                   |
| 21   | ロン・ブローデス         | アトランタ・ブレーブス         | 投手     | ブラゾスポート高校               |
| 22   | ボブ・ゴリンスキ         | ミネソタ・ツインズ             | 遊撃手   | マウントプレザント高校           |
| 23   | ジョージ・アンブロウ*    | ニューヨーク・メッツ           | 遊撃手   | ポリテクニック高校               |
| 24   | ジェームズ・ウエスト     | ボルチモア・オリオールズ       | 捕手     | バション高校                     |

*未契約